# Стефка Костадинова
Стефка Костадинова (буг. Стефка Костадинова; Пловдив, 25. марта 1965, Пловдив, Бугарска − ) бивша је бугарска атлетичарка специјалиста за скок увис и тренутна председница Бугарског олимпијског комитета. Била је олимпијска шампионка 1996. године, два пута светска шампионка и пет пута светска шампионка у дворани. Она је била је председница Бугарског олимпијског комитета од 2005. године.

## Спортски успеси
Стефка Костадинова освојила је златну олимпијску медаљу на Олимпијским играма у Атланти 1996, притом поставивши олимпијски рекорд за жене који је износио 2,05 м. Освојила је и сребрну медаљу на Олимпијским играма у Сеулу 1988. Двострука је светска првакиња у дворани, први пут на Светском првенству у атлетици 1987. у Риму, а други пут на Светском првенству у атлетици у Гетеборгу 1995.
Такмичила се на пет ИААФ-ових светских првенстава у атлетици у дворани: Париз 1985, Индијанаполис 1987, Будимпешта 1989, Торонто 1993. и Париз 1997. Освојила је златну медаљу на свих пет такмичења. Такође је освојила златне медаље на свим Европским атлетским првенствима на којима је наступила. Европска је првакиња на отвореном из Штутгарта 1986. и четворострука европска дворанска првакиња из Атине 1985, Левену 1987, Будимпеште 1988. и Париза 1994.
Костадинова је 37 година држала светски рекорд у скоку увис, с прескочених 2,09м које је прескочила на Светском првенству 1987. у Риму. Њен светски рекорд је био један од најстаријих у савременој атлетици, а оборила га је Јарослава Махучик, с прескочених 2,10м, 7. јула 2024. Укупно је поставила седам светских рекорда - три на отвореном и четири у дворани. Прескочила је 2 метра више од стотину пута, што је још непоновљени успех у женском скоку увис. Овај успех добија на тежини још више знајући да већина скакачица никад не прескочи два метра.

## Награде и признања
Костадинова је проглашена бугарском спортисткињом године четири пута (1985, 1987, 1995. и 1996). Уврштена је у најбољих десет атлетичарки 20. века, према ИААФ (Међународна асоцијација атлетских федерација).
Родила је сина Николаја 1995, само неколико месеци пре освајања златне медаље на Светском атлетском првенству 1995. Четири године касније, 1999, развела се од дугогодишњег супруга, Николаја Петрова. Исте године одлучила је и службено прекинути професионалну каријеру, иако није наступила ни на једном важнијем спортском такмичењу од Светског првенства у дворани 1997.
Након спортског пензионисања почела се бавити спортском администрацијом. Од 1999. била је на разним местима у бугарском спорту, као нпр. потпредседница Бугарског атлетског савеза или заменица министра спорта у Бугарској од 2003. до 2005. године.
Дана 11. новембра 2005. изабрана је за председницу Бугарског олимпијског комитета заменивши Ивана Славкова кога је отпустио МОК због непоштовања неких етичких норми.
Године 2012. примљена је у Кућу славних међународне атлетске федерације.

## Лични живот
Године 1995, Костадинова је родила сина Николаја, само неколико месеци пре него што је освојила злато на Светском првенству у атлетици 1995. године. Године 1999, развела се од свог дугогодишњег супруга и тренера Николаја Петрова. Исте године је и званично прекинула своју атлетску каријеру, иако заправо није учествовала ни на једном већем спортском такмичењу од Светског првенства у дворани 1997. Костадинова се 2007. удала за бизнисмена Николаја Попвасилева.

## Спортско администрациона каријера
Након пензионисања Костадинова је започела каријеру у спортској администрацији. Она је била потпредседница Бугарске атлетске федерације, потпредседница Бугарског олимпијског комитета и била је заменица министра спорта Бугарске од 2003. до 2005. године.
Костадинова је 11. новембра 2005. изабрана за председницу Бугарског олимпијског комитета. Заменила је Ивана Славкова, којег је Међународни олимпијски комитет сменио због кршења његових етичких стандарда.

## Резултати и медаље
| Врста такмичења              | Место и година      | резултат | медаља | рекорд                 | Датум             |
| Олимпијске игре              | Сеул 1988.          | 2,01     | сребро |                        |                   |
|                              | Атланта 1996.       | 2,05     | злато  | ОР (олимпијски рекорд) |                   |
| Светско првенство            | Рим 1987            | 2,09     | злато  | СР (светски рекорд)    | 30. август 1987.  |
|                              | Гетеборг 1995.      | 2,01     | злато  |                        |                   |
| Европско првенство           | Штутгарт 1986.      | 2,00     | злато  |                        |                   |
| Светско првенство у дворани  | Париз 1985          | 1,97     | злато  |                        |                   |
|                              | Индијанаполис 1987. | 2,05     | злато  | СР у дворани           | 8. март 1987.     |
|                              | Будимпешта 1989.    | 2,02     | злато  |                        |                   |
|                              | Торонто 1993.       | 2,02     | злато  |                        |                   |
|                              | Париз 1997          | 2,02     | злато  |                        |                   |
| Европско првенство у дворани | Пиреј 1985.         | 1,97     | злато  |                        | 2. март 1985.     |
|                              | Лијевен 1987.       | 1,97     | злато  |                        |                   |
|                              | Будимпешта 1988.    | 2,04     | злато  |                        | 5. март 1988.     |
|                              | Ђенова 1992.        | 2,02     | сребро |                        | 28. фебруар 1992. |
|                              | Париз 1994.         | 1,98     | злато  |                        | 11. март 1994.    |
| Остала такмичења             | Софија 1986.        | 2,07     |        | изједначен СР          | 25. мај 1986.     |
|                              | Софија 1986.        | 2,08     |        | СР                     | 31. мај 1986.     |
| Остала такмичења у дворани   | Ђенова 1987.        | 2,04     | -      | СР у дворани           | 31. јануар 1987.  |
|                              | Пиреј 1988.         | 2,06     |        | СР у дворани           | 20. фебруар 1988. |